# Ectatomma opaciventre
Ectatomma opaciventre es una especie de hormiga del género Ectatomma, familia Formicidae. Fue descrita científicamente por Roger en 1861.
Se distribuye por Argentina, Bolivia, Brasil y Paraguay. Se ha encontrado a elevaciones de hasta 2500 metros. Habita en bosques, campos cerrados y el forraje.